# Équipe d'Australie de rugby à XV des moins de 20 ans
L'équipe d'Australie des moins de 20 ans est constituée par une sélection des meilleurs joueurs australiens de rugby à XV de moins de 20 ans, sous l'égide de la fédération australienne de rugby à XV.

## Histoire
L’équipe d'Australie des moins de 20 ans est créée en 2008, remplaçant les équipes d'Australie des moins de 21 ans et des moins de 19 ans à la suite de la décision de l'IRB en 2007 de restructurer les compétitions internationales junior. Elle participe chaque année au championnat du monde junior et au championnat d'Océanie.
À partir de la saison 2018, les joueurs sont également désignés sous le surnom de Junior Wallabies.

## Palmarès
- Championnat du monde junior :
  - Finaliste : 2010[3], 2019.
- Championnat d'Océanie des moins de 20 ans :
  - Vainqueur : 2019 (en)[4].

## Personnalités

### Entraîneurs
Adrian Thompson est nommé sélectionneur national des moins de 20 ans par la fédération australienne à partir de la saison 2013.
- 2008 : Brian Melrose (en)
- 2009-2012 : David Nucifora
- 2013-2016 : Adrian Thompson
- 2017 : Simon Cron (en)
- 2018-2019 : Jason Gilmore (en)
- 2020-2023 : Nathan Grey
- 2024- : Matthew Cockbain, Ben Mowen